# لينا باتع
لينا باتع (1944) ممثلة سورية ولدت في دمشق ، شاركت كممثلة بالعديد من الأعمال التلفزيونية والسينمائية والمسرحية، بالإضافة للأعمال الإذاعية، وهي عضو في نقابة الفنانين منذ عام 1968.

## أعمالها

### في المسـرح
«الأعماق - طرطوف - البيت الصاخب - تلميذ الشيطان - الخاطبة - العنب الحامض - عرس الدم - جزيرة الله - حكايا حب - مغامرة رأس المملوك جابر - فرح الشوك - لا تسامحونا - السبيل - الفلسطينيات - القائلة توت - أعراس - رقصة العلم - الاغتصاب - تخاريف».

### في السـينما
مطلوب رجل واحد - زهرة في المدينة - عشاق على الطريق - حبيبتي - زوجتي من الهيبيز - مقلب حب - مقلب في المكسيك - غراميات خاصة - الرجل - الرأس - الأفعى - جزيرة النساء- حب وكاراتيه (فيلم) - اللجاة - بستان الموت ".

### في التلفزيون
- - مسلسل «رابعة العدوية» - 1961 - تأليف وإخراج نزار شرابي.
- - مسلسل «مقالب غوار» - 1968 - إخراج خلدون المالح.
- - مسلسل «حمام الهنا» - 1967 - تأليف نهاد قلعي، إخراج خلدون المالح.
- - مسلسل «أولاد بلدي» - 1971 - تأليف أكرم شريم، إخراج علاء الدين كوكش.
- - مسلسل «حكايا الليل» - 1972 - تأليف محمد الماغوط وإخراج غسان جبري.
- - مسلسل «هجرة القلوب إلى القلوب» - 1990 - تأليف عبد النبي حجازي، إخراج هيثم حقي.
- - مسلسل «عطر البحر» من تأليف وسيناريو وديع اسمندر وإخراج غسان جبري.
- - مسلسل «عصي الدمع» - 2005 - تأليف دلع الرحبي وإخراج حاتم علي.